# Slađan Ašanin
Slađan Ašanin (Zagabria, 13 agosto 1971) è un ex calciatore croato.

## Palmarès

### Club

#### Competizioni nazionali
- Coppa della Repubblica Ceca: 1

Slavia Praga: 1996-1997

### Individuale
- Personalità ceca dell'anno: 1

1997